# محمد تقي الجلالي
محمد تقي الحسيني الجلالي، عالم دين شيعي عراقي، ولد في اليوم الثاني والعشرين من شهر جمادى الآخرة سنة 1355 هـ بمدينة كربلاء، في أسرة علميّة عرفت بالصلاح والعلم والتقوى وقد أنجبت هذه الأسرة شخصيّات علميّة واجتماعيّة، كما يتضح ذلك من خلال شجرة النسب الشريف 

## نسبه
محمّد تقي الجلاليّ ابن محسن الحسيني الجلالي الحائريّ بن علي الجلالي بن قاسم الجلالي بن محمد الجلالي بن مير أحمد شاه الجلالي بن مير حيدر شاه الجلاليّ بن مراد شاه الثاني الجلالي السبزواري بن مير حسين السبزواريّ الثاني بن مراد شاه الأوّل بن مير حسين السبزواري الأول بن أبي الحسن علي شمس الدين الرابع النقيب ابن محمّد شرف الدين بن علي شمس الدين الثالث بن عميد الدين عبد المطلب الثاني بن أبي نصر إبراهيم جلال الدين وإليه ينتسب آل الجلالي بن عميد الدين عبد المطلب الأول بن علي شمس الدين الثاني بن أبي علي تاج الدين الحسن نقيب نقباء العراق ابن أبي القاسم علي شمس الدين الأول النقيب النجفي بن عميد الدين أبي جعفر محمد النقيب الكوفي بن عزّ الدين أبي نزار عدنان نقيب مشهد الرضا بن عبدالله أبي الفضائل بن أبي علي عمر المختار وينسب إليه آل المختار النقيب بن الأمير الحاج الشهيد أبي العلا مسلم الأحول بن الأمير الحاج أبي علي محمد النقيب بن الأمير أبي الحسين محمد الأشتر بن عُبيد الله الثالث بن أبي الحسن علي الأكبر المحدّث بن عبيد الله الثاني الأصغر بن أبي الحسن علي الصالح مستجاب الدعوة
بن أبي علي عبيدالله الأعرج بن الحسين الأصغر بن زين العابدين علي السجّاد علي زين العابدين بن الحسين بن علي بن أبي طالب بن عبدالمطلب بن هاشم بن عبد مناف بن قصي بن كلاب بن مرة بن كعب بن لؤي بن غالب بن فهر بن مالك بن النضر بن كنانة بن خزيمة بن مدركة بن إلياس بن مضر بن نزار بن معد بن عدنان.
هذه النسب مصحح في قاسم الحسيني الجلالي

## دراسته
بدأ دراسته العلميّة وهو في العاشرة من عمره، حيث أكمل دراسة المقدّمات والسطوح الحوزوية في كربلاء، ثمّ حضر دروس البحث الخارج في حوزة النجف.

## أساتذته
```
منهم :
```

1ـ والده، السيّد محسن الحسيني الجلالي.
2ـ الشيخ جعفر الرشتي.
3 ـ السيّد علي أكبر الخوئي.
4ـ السيّد أسد الله الهاشمي.
5ـ الشيخ محمّد الخطيب.
6ـ السيّد محسن الطباطبائي الحكيم.
7ـ السيّد أبو القاسم الخوئي.
8ـ الشيخ حسين الحلي.
9ـ السيّد علي الفاني.

## إجازاته ووكالاته
له عدة اجازات ووكالات  من المراجع والعلماء البارزين في العصر الحاضر وله اجازة بالاجتهاد  من الله السيد نصر الله المستنبط 

## تدريسه
أولى الجلالي اهتماماً بليغاً بتربية طلبة العلوم الدينية، وكان يركّز على المتفوّقين منهم، فيوفّر لهم ما يحتاجونه بغية تفرّغهم للتحصيل. وتصدى لتدريس الفقه والأصول والأدب والتفسير والكلام والفلسفة والمنطق، في المعاهد التي كان فيها في مدينة كربلاء، والنجف، ومدينة القاسم. كما شرع في أواخر أيّامه بتدريس خارج الفقه والأصول بطلب من بعض تلامذته. حضر عليه عددٌ من فضلاء الحوزات الثلاث، فاستفادوا منه، نظراً إلى ما كان يتمتّع به من قدرة عالية على شرح المطالب العلميّة الدقيقة ببيان واضح. كان يتبع منهجيّة شيّقة في التدريس، فقد كان يُلقي أوّلاً المادّة بأسلوب مبسّط، ويبيّن موضوعها وحدودها، ثم يطرح الهدف لمتوخّى من المادّة والثمرات العلميّة والعملية الناجمة عنها سلباً وإيجاباً، وبذلك يكون التلميذ قد استوعب مادّة الدرس وأدرك محتواه بأصوله وفروعه وتفاصيله.

## مؤلفاته
اهتمّ بالتأليف اهتماماً بالغاً، وذلك إلى جانب اعتنائه الخاص بالتدريس، وتصّديه للشؤون الاجتماعية والمشاريع الخيرية وما تقتضيه من جهود حثيثة.
لقد كرّس الكثير من وقته للبحث والتحقيق، فخلّف من رشحات قلمهمؤلّفات فيّمة تعكس بحق عمق شخصيّته العلميّة، ومنزلته الفكريّة الساميّة، ويتضح لنا من خلالها الجهود المضنية، والسعي الحثيث والجاد المبذول في تأليفها.
ألّف في مختلف العلوم من الفقه والأصول والأدب والكلام والفلسفة والمنطق والتاريخ، وهي:

### في الفقه
- 1 ـ فقه العترة في شرح العروة، دورة فقهية استدلالية، تقريراً لدروس الإمام الخوئي.
- 2 ـ كتاب الصلاة ويقع في سبع أجزاء ضخمة.
- 3 ـ كتاب الصوم، جزءان.
- 4 ـ كتاب الزكاة، وقد أتمّ الجزء الأول وشرع في الجزء الثاني وهو الجزء 11 من فقه العترة. شرع فيه 29 / جمادى الأولى سنة 1396 هـ.
- 5 ـ الفطرة من فقة العترة، تقرير درس الإمام الخوئي قسم التيمّم.
- 6 ـ من فقه الإمام الحكيم تقريراً لدرسه في المضاربة والمساقاة.
- 7 ـ من فقه آية الله السيّد الفاني، تقريراً لدرسه.
- 8 ـ خرائد المكاسب على مكاسب الشيخ الأنصاري، شرع فيه سنة 1378 هـ.
- 9 ـ الحديقة الوردية في إرث اللمعة الدمشقية، شرع فيه سنة 1377 هـ.
- 10 ـ الدرة النقيّة في شرح الروضة البهيّة على اللمعة الدمشقية، شرع فيه سنة 1391 هـ، وقد تمّ منه كتاب الصلاة إلى الحجّ، وهو قيد التأليف.
- 11 ـ تحقيق كتاب «لُمعة النور في اختصاص الجُمعة بالحضور» فقه استدلالي لجدّه آية الله الخراساني.
- 12 ـ المتعتان في الكتاب والسنّة، استدلالي ألفه سنة 1393 هـ.
- 13 ـ الغناء في المذاهب الخمسة، استدلالي مقارن ألفه سنة 1395 هـ.
- 14 ـ الأحكام الشرعيّة الجزء الثاني في المعاملات، ألّفه سنة 1396هـ.

### في علم الأصول والمنطق
- 15 ـ من أصول الإمام الخوئي تقريراً لدرسه ألفه سنة 1381 هـ.
- 16 ـ شرح كفاية الأصول، مجلدان، شرع فيه سنة 1379 هـ.
- 17 ـ كشف الفرائد على رسائل الشيخ الأنصاري، شرع فيه سنة 1377 هـ.
- 18 ـ تقرير التهذيب في المنطق، يدرّس في الحوزة القاسِميّة 1386 هـ.
- 19 ـ حاشية الحاشية للمولى عبد الله اليزدي ألّفه للتدريس في الحوزة في القاسم 1388 هـ.
- 20 ـ حاشية على معالم الأصول ألّفه للتدريس في الحوزة في القاسم 1390 هـ.

### في علم الكلام والردود والتفسير
- 21 ـ الهديّة السنيّة في ردّ الصوفيّة، ألّفه سنة 1377 هـ.
- 22 ـ قبسات من الزهراء() ألّفها سنة 1379 هـ.
- 23 ـ الإسناد على أهل الكفر والإلحاد، ألّفه سنة 1380 هـ.
- 24 ـ تفسير الفرقان (الجزء 30) ألّفه للتدريس في الحوزة في القاسم 1388 هـ.
- 25 ـ شرح الخطبة الشقشقية، كتاب استدلالي في الإمامة يقع في سبعة أجزاء. ألّفه سنة 1390 هـ.
- 26 ـ علائم الظهور، ألّفه سنة 1396 هـ.

### في التاريخ
- 27 ـ معجم الأنبياء والأوصياء(عليهم السلام) يقع في (30) جزءاً لم يتمّ لعدم سنوح الفرصة له، شرع فيه 1383 هـ.
- 28 ـ تاريخ الروضة القاسِميّة، طبع مؤخراً مع كتاب (حياة القاسم() وتاريخ الروضة القاسِميّة).
- 29 ـ صدف اللآلي في نسب آل الجلالي من لدن آدم() وترجمتهم، 1395 هـ.

### في العلوم الأخرى
- 30 ـ جواهر الأدب في المبنيّ والمعرب، وهو معجم الأسماء المبنية وسبب بنائها 1380 هـ.
- 31 ـ أجوبة المسائل القاسِميّة، أجزاء متسلسلة شرع فيها سنة 1387 هـ.
- 32 ـ اللآلي من محفوظات الجلالي، ألّفه عام 1378 هـ.
- 33 ـ المجالس الجلاليّة، ألّفه عام 1378 هـ.
- 34 ـ المواعظ الجلاليّة، ألّفه عام 1378 هـ.
- 35 ـ المحفوظات الشعريّة في فضائل العترة الزكيّة(عليهم السلام) ألّفه عام 1378هـ.
- 36 ـ المجرّبات من الأحراز والأذكار والمحفوظات والصلوات، ألّفه عام 1379هـ.
- 37 ـ الأمالي حاشية اللآلي منظومة السبزواري قسم الفلسفة 1381 هـ.
- 38 ـ سرور العيد لمن أراد العيش الرغيد، كشكول، ألّفه عام 1395 هـ.
- 39 ـ تنويهات أهل البيت(عليهم السلام) بالمكتشفات الحديثة، ألّفه عام 1396 هـ.
- 40 ـ فهرس أبجدي لمصادر الأحراز والأدعية، ألّفه عام 1396 هـ.

أمّا ما طبع من مؤلّفاته:
وهي في الفقه والنحو والكلام والتاريخ وغيرها:
- 1 ـ الصلاة اليوميّة وأحكامها، طبع عدّة مرّات، أوّلها سنة 1385 هـ.
- 2 ـ الصوم، 3 طبعات أوّلها سنة 1385 هـ.
- 3 ـ الأحكام الشرعيّة، الجزء الأوّل - في العبادات - فروع الدين العشرة - على فتاوى الإمام الخوئي طبع أولاً سنة 1395 هـ وثانياً 1396 هـ 30 ألف نسخة وترجم إلى الإنكليزية باسم 126
- ـ TheIslamic Recligious Rulesفي مجموعة The Open School Monographs 1 - 8
- 4 ـ البداءة في علمي النحو والصرف، طبع للمرّة الأولى 1392 هـ ثم في عام 1393 هـ، ثم في عام 1397 هـ، ألّفه سنة 1385 هـ وهو يدرّس في الحوزة في القاسم().
- 5 ـ معجم الأسماء المبنيّة وعلّة بنائها، ألّفه سنة 1385 هـ وطبع سنة 1399 هـ.
- 6 ـ جواهر الأدب في المبني والمعرب (وسبب بناء الأسماء المبنيّة) مرتباً على حروف المعجم، ألّفه سنة 1381 هـ طبع عام 1400 هـ.
- 7 ـ تقريب التهذيب في علم المنطق، ألّفه سنة 1386 هـ، طبع عام 1397 هـ.
- 8 ـ المغرفة في المعرفة - وهو لآية الله الخراساني - وهو بحث فلسفي حقّقه سبطه الجلالى عام 1393 هـ طبع عام 1393 هـ و 1399 هـ.
- 9 ـ القول السديد بشأن الحرّ الشهيد، وهو لآية الله الخراساني - حقّقه سبطه الجلالى، طبع سنة 1394 هـ.
- 10 ـ موقفا الحرّ الشهيد: العداء والفداء، طبع سنة 1394 هـ.
- 11 ـ فقه العترة ج21 الزكاة، الجزء الثالث، شرح كتاب العروة الوثقى لفقيه عصره السيّد محمّد كاظم اليزدي - تقرير دروس الإمام الخوئي تأليفه وتحقيقه طبع عام 1396 هـ.
- 12 ـ فقه العترة ج23 في زكاة الفطرة، شرح كتاب العروة الوثقى لفقيه عصره السيّد محمّد كاظم اليزدي، تقرير دروس الإمام الخوئي، كتبه سنة 1397 هـ، وطبع سنة 1398 هـ وأعيد أخيراً في قم.
- 13 ـ نزهة الطرف في علم الصرف، طبع سنة 1397 هـ، ويطبع مؤخّراً في قم بتحقيق نجله السيّد قاسم الجلالي.
- 14 ـ سيرة آية الله الخراساني الموجزة، طبع سنة 1393 هـ.
- 15 ـ تاريخ الروضة القاسِميّة، وهوجزء من المخطوط طبع سنة 1394ه.
- 16 ـ كفاية الحاجّ في أعمال وأحكام الحجّ والعمرة، طبع عام 1400 هـ وهو آخر مؤلّفاته المطبوعة.